# Зачёсов, Александр Петрович
Александр Петрович Зачесов (17 декабря 1948 — 24 августа 2010) — советский хоккеист, российский тренер.

## Тренерская карьера
В качестве главного тренера работал в ряде российских команд, возглавляя «Сокол» Новочебоксарск (1993—1994), «Кристалл» Электросталь (1994—1995, 1998—1999) «Металлург» Новотроицк (1995—1996), «УралАЗ» Миасс (1996—1997), «Витязь» (1999—2000) и ХК «Липецк» (2001—2002). «Кристалл» и «Витязь» он выводил в Суперлигу.
Возглавлял белорусский ХК Химволокно (2002―2003), казахстанский «Енбек» (2006—2007).
Возглавлял польский клуб ТТХ.
Помимо клубов тренировал сборные Болгарии , Боснии и Герцеговины.
Окончил Московский областной институт физкультуры.
Умер 24 августа 2010 года в возрасте 61 года.